# Hà Thực
Hà Thực (tiếng Trung: 何植; bính âm: He Zhi; ? – ?), tự Nguyên Cán (元幹), là quan viên, ngoại thích Đông Ngô thời Tam Quốc trong lịch sử Trung Quốc.

## Cuộc đời
Hà Thực quê ở quận Đan Dương, Dương Châu, là con trai của kỵ binh Hà Toại (何遂), em trai của Hà Cơ, vợ của thái tử Tôn Hòa. Năm 250, thái tử Tôn Hòa bị phế truất, lần lượt bị lưu đày đến quận Cố Chướng, rồi quận Trường Sa. Đến năm 253, Tôn Hạo bị Tôn Tuấn hại chết, đày người nhà ra quận Tân Đô. Trong suốt thời gian này, gia đình Hà Toại vẫn luôn đi theo Tôn Hòa. Hà Thực là con nhỏ của Toại, thường làm bạn với con trai trưởng của Tôn Hòa và Hà Cơ là Tôn Hạo, được Hạo coi như anh cả.
Năm 258, Ngô Cảnh Đế Tôn Hưu băng hà, Tôn Hạo được Bộc Dương Hưng tôn lên ngôi vua, tôn mẹ đẻ làm thái hậu. Nhà họ Hà nhờ thế mà gà chó lên trời, nhận hết vinh hiển, quyền nghiêng Đông Ngô. Anh cả Hà Hồng (何洪) thụ phong tước Vĩnh Bình hầu, anh thứ Hà Tưởng (何蔣) thụ phong Lật Dương hầu, còn bản thân Hà Thực thụ phong Tuyên Thành hầu. Con cháu nhà họ Hà cậy thế hoành hành ngang ngược, bị dân chúng căm ghét. Cháu của Hà Thực là Hà Đô (何都) có khuôn mặt giống với Tôn Hạo, nên dân gian đồn rằng: Tôn Hạo thật đã chết, Tôn Hạo hiện tại là con cháu nhà họ Hà (Hạo cửu tử, lập giả Hà thị tử).
Năm 274, dân chúng lại đồn rằng Chương An hầu Tôn Phấn sẽ trở thành thiên tử thay cho "Tôn Hạo giả". Thái thú quận Lâm Hải là Hề Hi (奚熙) tin theo, viết thư cho thái thú quận Cối Kê là Quách Đản (郭誕) bàn bạc quốc chính. Đản đem nội dung trong thư tố cáo lên triều đình. Tôn Hạo lấy Hà Thực giữ chức Đốc của ba quận, dẫn quân bắt giữ Hi. Hề Hi cất quân tự vệ, cắt đứt đường biển, sau đó bị bộ hạ giết chết, gửi đầu về Kiến Nghiệp, tru di ba tộc. Hà Thực sau đó giữ chức Ngưu Chử đô đốc.
Năm 279, thái thú Quế Lâm là Tu Doãn chết bệnh. Bộ hạ của Doãn là Quách Mã, Hà Điển, Vương Tộc, Ngô Thuật, Ân Hưng nhân cơ hội nổi dậy ở Lĩnh Nam, giết chết thứ sử Quảng Châu Ngu Thụ, tự xưng đô đốc hai châu Giao-Quảng. Tôn Hạo lấy quân sư Trương Đễ làm thừa tướng, đô đốc Hà Thực làm Tư đồ, chấp kim ngô Đằng Tu làm Quảng Châu mục, cầm 1 vạn quân đi đánh dẹp. Đại quân còn chưa xuất phát thì Quách Mã tiến quân sang quận Nam Hải, giết thái thú Lưu Lược. Tôn Hạo vội phái Từ Lăng đốc Đào Tuấn cùng Giao Châu mục Đào Hoàng dẫn quân ở các quận ở Úc Lâm, Hợp Phố đánh quân của Mã.
Năm 280, quân Tấn đánh Ngô, quân Ngô liên tiếp thất bại. Hà Thực cùng Kiến Uy tướng quân Tôn Yến (孫晏) đầu hàng quân Tấn. Tôn Hạo biết đại thế đã mất, viết thư cho Hà Thực, tỏ vẻ hối hận rồi đầu hàng Vương Tuấn.

## Trong văn hóa
Hà Thực không xuất hiện trong tiểu thuyết Tam quốc diễn nghĩa của La Quán Trung.